# Herb gminy Brańsk
Herb gminy Brańsk – jeden z symboli gminy Brańsk.

## Wygląd i symbolika
Herb przedstawia na tarczy w polu czerwonym srebrne skrzydła orła, a nad nimi złote ramię ze złotym mieczem.